# イオン感応性電界効果トランジスタ
イオン感応性電界効果トランジスタ（イオンかんのうせいでんかいこうかトランジスタ）とは、溶液中の特定イオンに選択的に応答し、その濃度に対応する電気信号を出力するセンサである。従来のイオン電極と高入力抵抗増幅器とを集積化したものといえる。

## 概要
従来のイオンセンサは化学工業や臨床医学の分野で普及しており、早くからその小形化が渇望されていたものの、単に小形化したのでは、電極インピーダンスが非常に高くなるため、熱雑音（インピーダンスの平方根に比例する）などの不安定性が増し、かつ時定数（インピーダンスに比例する）が大きくなってしまうので応答時間が長く、実用的ではなかった。この問題を解決するために金属酸化物半導体電界効果トランジスタ（MOSFET）のゲート電極として金属を用いずにゲート絶縁膜を直接液中に浸し、溶液－絶縁膜間に発生する界面電位によって生じるドレーン電流の変化からイオン濃度を測定するイオン感応性電界効果トランジスタが考案された。

## 特徴
- 超小形（数十～数百μm）で多重化が容易[1]
- 応答時間が極めて短い（<100 ms）[1]
- 出力インピーダンスが極めて低い（数kΩ程度）[1]
- イオン感応膜として理想的な絶縁膜を使用可能[1]

## 構造
シリコン基板をプローブ状に3次元加工してその先端に電界効果トランジスタ(FET)センサを作成して、全体を耐水性の高いSi3N4膜 (厚さ~1000 Å)で被覆してその上にイオン感応膜を付加する。

## 文献
- Ohta Yoshinori, Shoji Shuichi, Esahi Masayoshi, Matsuo Tadayuki (1981). “Prototype sodium and potassium sensitive micro ISFETs”. Sensors and Actuators (Elsevier) 2:  387-397. doi:10.1016/0250-6874(81)80059-5.
- 庄子習一「生体用マイクロISFETの試作に関する研究」『東北大学 工学博士 甲第3310号』第953号、1984年、NAID 500000041380。
- 松尾正之、江刺正喜「生体用マイクロセンサ」『電氣學會雜誌』第104巻第6号、一般社団法人 電気学会、1984年、491-494頁、doi:10.11526/ieejjournal1888.104.491。
- 松尾正之、江刺正喜、松尾正之「M2O-Al2O3-SiO2膜を用いた pNa, pK 用 ISFET」『電子情報通信学会論文誌 C』第68巻第6号、1985年、475-481頁。
- 芳賀洋一「医療用マイクロ化学センサ (ヘッドライン: 医療現場を支える化学)」『化学と教育』第61巻第11号、2013年、526-529頁、doi:10.20665/kakyoshi.61.11_526。